# Martín Bosa
Diego Martín Bosa (Junín, 29 de enero de 1975), más conocido como Martín "Tucán" Bosa, es un músico, compositor y productor argentino. Formó parte de grupos como Juana La Loca, Attaque 77 y La Franela. Actualmente toca en vivo con Estelares, y ocasionalmente con Rocco Posca y Carlos Casella. Es el compositor de canciones de La Franela como «Fue tan bueno» (2015) o «Hacer un puente» (2011).

## Carrera musical

### 1996-1998: Juana La Loca
Entre 1996 y 1998 formó parte de la banda de rock Juana La Loca donde grabó los discos Vida Modelo (1996) y Planeta Juana La Loca (1998).

### 1999-2008: Attaque 77
Tras la separación de JLL, en enero de 1999, Bosa se unió como tecladista a Attaque 77 hasta finales de 2008. Con Attaque grabó los discos Radio Insomnio, Trapos (en vivo), Antihumano y Karmagedon. [cita requerida]

### 2009-2017: La Franela
Después de la salida de Ciro Pertusi de Attaque 77, Bosa decidió sumarse a La Franela, el grupo que había formado su amigo Daniel "Piti" Fernández tras su alejamiento de Los Piojos. Bosa venía de ser uno de los productores artísticos junto a Alfredo Toth y Pablo Guyot del séptimo y último de álbum de estudio de Los Piojos: Civilización (2007).[cita requerida]
En 2009, Bosa grabó, mezcló y produjo el primer álbum de estudio de La Franela; Después de Ver (2009), que contó con la participación de Germán Daffunchio de Las Pelotas en voz en la canción «Pasarás». En 2011, produjo y grabó el segundo álbum de La Franela; Hacer Un Puente (2011), que les generó  gran popularidad. Tras el éxito de Hacer un puente (2011), en 2014, produjo el tercer álbum de La Franela; Nada Es Tarde (2014), donde la canción «Fue Tan Bueno» (letra y música de Bosa) se transformó en  el segundo éxito de La Franela y ocupó el puesto #15 en Argentina Top 20 en agosto de 2015. Emiliano Brancciari de No Te Va Gustar participó cantando parte de la canción.
Entre 2016 y 2017 grabaron el cuarto álbum de estudio; Aire (2017). Y en 2018 dejó la banda.

### 2018-presente: Carlos Casella, Rocco Posca y Estelares
En 2018 junto a Carlos Casella y Tomas Carnelli editaron el álbum Scorpio (2018) y luego un EP titulado Otra Cosa (2020).[cita requerida]
Junto a Rocco Posca grabó los discos Toque Real Live Sessions (2019) y El Gaviota (2021) donde también fue productor artístico.
Desde 2022 se sumó al grupo Estelares, con quienes venía colaborando ocasionalmente en los años previos.

### Como productor musical
Produjo y grabó en discos de Diego Torres (Andando, 2006), Los Piojos (Civilización, 2007), Ciro y los Persas (Moby Dick, single), Estelares (Sistema Nervioso Central, 2006) y (200 Monos, 2024, single) , Babasónicos (A Propósito, 2011), Las Pastillas del Abuelo (Las Pastillas del Abuelo, 2006; Crisis, 2008 y Versiones, 2010), Rosal (Educación Sentimental, 2001) y otros grupos como La Beriso, Banda de Turistas, Mex Urtizberea, etc.

## Teatro
Realizó las músicas de las obras de Favio Posca "Mamá esta Presa", "El Lagarto Blanco", "Alita de Posca", "Pain Killer", "Fucking Fucking Yeah Yeah" y "Fucking Posca". También compuso la música de la obra de Griselda Siciliani "Pura Sangre (El amor es un monstruo)". Compuso también para el ballet de danza contemporánea del Teatro San Martín en obras de Carlos Casella y de Gustavo Lesgart. Y para obras de Leticia Mazur (Ilusion), Margarita Molfino (Palindroma) y Federico Fontán (Hoy bailamos para siempre).

## Cine y televisión
En cine compuso la música de los largometrajes "Vienen por el oro Vienen por todo" (2010), "Los quiero a todos" (2012), "Dhaulagiri Ascenso a la montaña blanca" (2016), y "Mater" (2017). En televisión compuso las canciones de "Nina", personaje que Griselda Siciliani interpretó en la exitosa serie de Telefe Educando a Nina. En 2022 compuso junto a Diego Rodríguez de Babasónicos la música de PyH, la serie que Martín Piroyansky creó, actuó y dirigió para Amazon Prime Video, y también la música de la tercera temporada de la serie Soy tu fan para Disney+ de México.

## Discografía

### Álbumes de estudio
| Juana La Loca - Vida Modelo (1996) - Planeta Juana la Loca (1998) Attaque 77 - Radio Insomnio (2000) - Trapos (2001) - Antihumano (2003) - Karmagedon (2007) | La Franela - Después de Ver (2009) - Hacer Un Puente (2011) - Nada Es Tarde (2014) - Aire (2017) Carlos Casella y Tomas Carnelli - Scorpio (2018) - Otra Cosa (2020) Rocco Posca - Toque Real Live Sessions (2019) - El Gaviota (2021) Les Vivians - Plena de sol (single) (2020) - Cangrejo (single) (2020) Estelares - Esas mágicas canciones, en vivo en el Luna Park (2024) |

Bandas Sonoras
- Los Quiero A Todos (2012)
- Dhaulagiri Ascenso a la Montaña Blanca (Banda de Sonido Original de la Película) (2016)
- Mater (Banda de Sonido Original de la Película) (2017)

## Premios y nominaciones
| Año  | Premio                         | Categoría                       | Nominado(s)                   | Resultado | Ref    |
| ---- | ------------------------------ | ------------------------------- | ----------------------------- | --------- | ------ |
| 2008 | Premios Carlos Gardel          | Mejor ingeniero de grabación    | Civilización (2007)           | Nominado  | [ 14 ] |
| 2013 | First Time Film Fest, New York | Mejor banda sonora              | Los Quiero A Todos            | Ganador   | [ 15 ] |
| 2021 | Premios Cóndor de Plata        | Mejor canción original          | Cuchillito                    | Nominado  | [ 16 ] |
| 2022 | Premios Cóndor de Plata        | Mejor canción original de serie | Por no y Helado 1ra temporada | Nominado  | [ 17 ] |
| 2022 | Premios Cóndor de Plata        | Mejor musica original de serie  | Por no y Helado 1ra temporada | Nominado  | [ 17 ] |
| 2025 | Premios Cóndor de Plata        | Mejor musica original de serie  | Por no y Helado 2da temporada | Nominado  | [ 18 ] |